# Taeyeon
Pour les articles homonymes, voir Kim Tae-yeon.

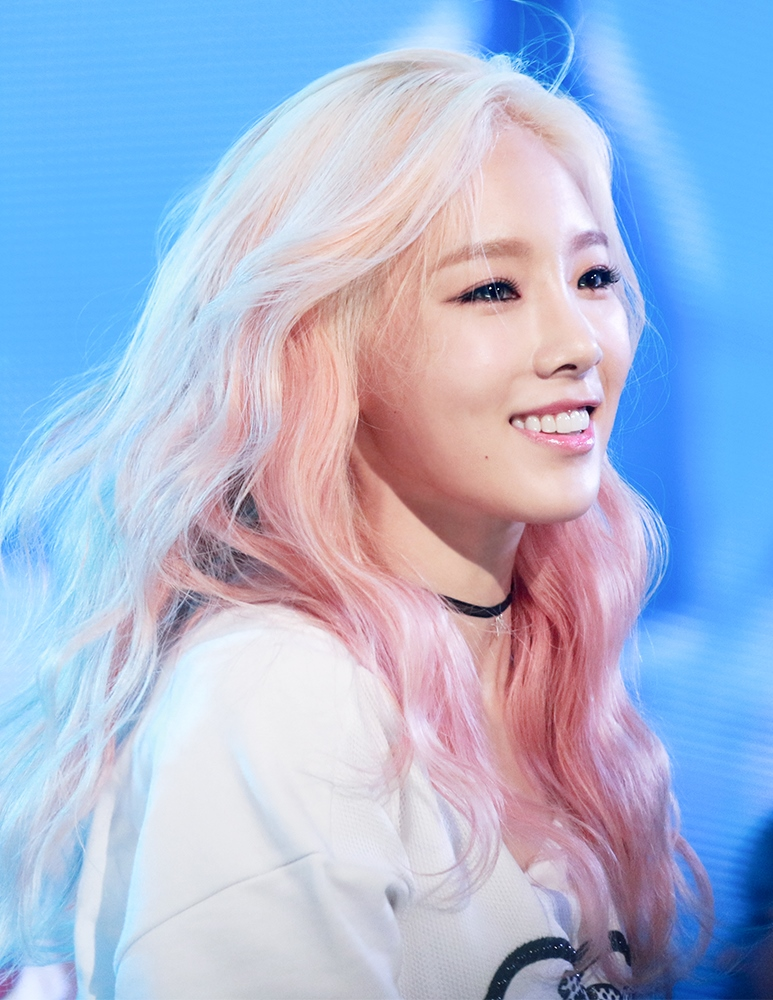
Taeyeon durant les promotions de "PARTY" avec les Girls' Generation en juillet 2015

Kim Tae-yeon (coréen: 김태연), plus communément appelée Taeyeon coréen: 태연), née le 9 mars 1989 à Jeonju au nord de la province du Jeolla du Nord en Corée du Sud, est une chanteuse, danseuse et actrice sud-coréenne.
Réputée pour sa voix, elle est membre du girl group de K-pop, Girls' Generation (SNSD) où elle a la position de chanteuse principale et de leader, elle fait également partie des sous-groupes, Girls' Generation-TTS (de 2012 à 2017), Girls' Generation-Oh!GG, depuis 2018 et du groupe GOT the beat depuis 2022.
Taeyeon commence sa carrière solo avec un premier mini-album intitulé I le 7 octobre 2015. Celui-ci connaît un succès retentissant en Corée du Sud et en Asie : avec plus de 110 000 exemplaires vendus en 2015, I devient l'album le plus vendu pour une soliste depuis la création du classement Gaon en 2010. Le succès se poursuit avec son deuxième mini-album Why le 28 juin 2016 et son premier album studio My Voice le 28 février 2017. Elle obtient également plusieurs titres no 1 au classement national : "Fine" (2017), "Four Seasons" (2019) ou encore "INVU" (2022).
Elle fait ses débuts au Japon en juin 2018 avec un premier single digital, Stay.
Surnommée "OST Queen", Taeyeon a également chanté de nombreuses bandes originales de séries et dramas qui ont connu un grand succès : Into The Unknown (La Reine des neiges 2) I Love You pour Athena: Goddess of War, Missing You Like Crazy (The King 2 Hearts) ou encore All About You (Hotel Del Luna).
Avec plus de 25 millions d'albums et de singles écoulés, Taeyeon reste l'une des solistes coréennes les plus populaires en Corée, mais également en Asie. Elle a également obtenu 39 récompenses aux cérémonies musicales de fin d'année, dont un Daesang, récompense musicale la plus prestigieuse, pour "Four Seasons" en 2020.

## Biographie

### Jeunesse et pré-débuts (1989-2007)
Taeyeon naît à Jeonju dans l'ouest de la Corée du Sud. Elle a un frère aîné (Jiwoong) et une sœur cadette (Hayeon),. À l'âge de 13 ans, elle se passionne pour le chant et est encouragé par ses parents pour auditionner à la SM Entertainment.
En 2004, elle participe au concours SM Youth Best Competition où elle en sort grande gagnante avec le prix de "meilleure chanteuse" parmi environ 10 000 participants. Cette victoire lui permet de signer un contrat avec la SM Entertainment. Elle sera ensuite stagiaire à la SM Entertainment pendant trois ans et trois mois avant d'être membre de Girls' Generation en 2007, où elle occupe le rôle de chanteuse principale et de leader,. Elle fait sa toute première collaboration en 2004 avec le chanteur The One sur la chanson You Bring Me Joy,.
En 2008, elle sort diplômée de la Jeonju Art High School.

### Carrière avec les Girls Generation et activités solo (2007-2014)
Taeyeon fait ses débuts avec le groupe Girls Generation en août 2007 avec la chanson Into The New World. Le groupe va connaître un grand succès dans toute l'Asie, porté par des titres populaires comme "Gee", "MR. TAXI" ou encore "The Boys".
En 2008, elle est choisie pour interpréter l'OST de la série Hong Gildong avec la chanson "If", puis "Can You Hear Me" pour la série Beethoven Virus. Taeyeon sera à nouveau choisi plusieurs fois pour interpréter plusieurs bandes originales : "I Love You" (Athena: Goddess of War), "Missing You like Crazy" (King 2 Hearts) et "Closer" (To the Beautiful You) en 2012, "And One" (That Winter, the Wind Blows) et "Bye" (Mr. Go) en 2013.
En parallèle, Taeyeon va faire plusieurs collaborations, comme avec le chanteur The One en 2010 ("Like A Star") ou Kim Bum-soo ("Different") en 2011, 2 titres qui s'écouleront à plus d'1 million d'exemplaires.
En avril 2012, SM Entertainment annonce la création de la première sous-unité de Girls' Generation : Girls' Generation-TTS (TaeTiSeo), composé de Taeyeon, Tiffany et Seohyun. Elles sortent leur premier 1er mini-album, Twinkle en mai 2012. En septembre 2014, le sous-groupe sort un deuxième mini-album, Holler.
Le 7 avril 2012, Taeyeon est choisie avec Tiffany et Nichkhun pour présenter la Korean Music Wave à Bangkok.
En 2014, Taeyeon rejoint la troupe de SM The Ballad qui est un groupe de la SM Entertainment consacré aux chansons appelées "Ballades". Sa collaboration avec le chanteur Jonghyun sur le titre "Breath" en février 2014 rencontre un grand succès en se classant à la troisième place du classement musical Gaon.

### Des débuts solo couronnés de succès avecI, Whyet première tournée (2015-2016)

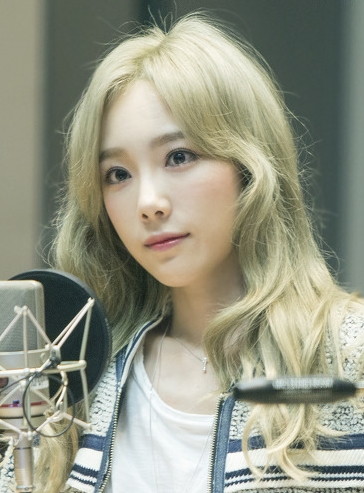
Taeyeon en septembre 2015

En septembre, la SM Entertainment annonce les débuts solo de Taeyeon en octobre. Après plusieurs photos et vidéos teaser, son premier mini-album I, sort le 7 octobre 2015. Le clip a été tourné en Nouvelle-Zélande, avec une apparition de son frère et avec comme décor le bar où travaille sa sœur. La chanson-titre éponyme, en collaboration avec le rappeur Verbal Jint, comporte des éléments pop-rock et de ballade tout en mettant en valeur les capacités vocales de Taeyeon. La chanson connaît un énorme succès en Corée du Sud : Le single réalise un "All-Kill" et rentre à la première place du classement national Gaon Digital Charts. La chanson "U R" rentre quant à elle en 3e position, un belle performance pour un titre ne bénéficiant pas de promotion/clip. 110 000 exemplaires de son mini-album sont vendus en 3 mois seulement (record pour une soliste depuis la création du classement Gaon Album en 2010). Les singles se vendent quant à eux à plus de 3 800 000 exemplaires en téléchargement légal. I remporte 11 victoires sur les shows musicaux coréens, un record pour un soliste (derrière Gangnam Style de Psy avec 20 victoires), ex-aequo avec Some de SoYou et JunggiGo et Heartbreaker de G-Dragon. Elle remporte enfin plusieurs récompenses aux cérémonies musicales, dont la meilleure artiste féminine (Mnet Asian Music Awards 2015) et un digital Bonsang pour I (Golden Music Awards 2016).
Fin octobre, Taeyeon a son premier concert comme artiste solo : "The Agit: Taeyeon's 'Very Special Day'". Il s'agit de 5 dates au SMTOWN Theatre à Séoul, rassemblant près de 6 000 spectateurs. Elle y interprète les chansons de I, des reprises de Girls Generation et des OST.
En décembre 2015, elle fait son retour avec Girls' Generation-TTS (TaeTiSeo) en sortant son 3e mini-album, Dear Santa.
En janvier 2016, dans le cadre du projet SM Station, elle sort son premier single digital nommé Rain. Ce dernier lui permet d'obtenir un second n°1 au Gaon Digital Charts et s'écoule à plus de 2 500 000 exemplaires digitaux.
En avril, elle effectue une reprise de la chanson "The Blue Night of Jeju Island" de Choi Sung Won (sortie en 1988), avec le chanteur Kyuhyun pour la marque Samdasoo Water. Le clip, qui comporte de nombreux paysages de l'île de Jeju, a également eu une portée touristique. Elle enregistre également une reprise de la chanson "Atlantis Princess" de BoA (parue en 2003) pour le jeu vidéo Sword and Magic.
Le 28 juin 2016, sort son deuxième mini-album, Why. Afin de le promouvoir elle sort 2 single : une ballade, Starlight (en duo avec le chanteur Dean) et Why un titre plus estival aux accents tropical-house. Les chansons connaissent le succès, bien que moindre que ses deux précédentes sorties. Durant l'été, elle organise aussi sa première tournée coréenne : TAEYEON, Butterfly Kiss, qui passe par Séoul et Busan.
En septembre, elle interprète la chanson All With You pour le drama Moon Lovers: Scarlet Heart Ryeo.
Le 1er novembre, elle sort son second single digital 11:11. Il culmine à la deuxième place du Gaon Digital Chart et est certifié pour 2 500 000 exemplaires par le Gaon en octobre 2020. Le magazine Billboard a classé 11:11 au septième rang des meilleures chansons K-pop de 2016. Aux Mnet Asian Music Awards 2016, Taeyeon reçoit, pour la seconde fois, le prix de la meilleure artiste féminine.

### My Voice, première tournée asiatique, album hivernal et débuts japonais (2017-2018)
Le 14 février, I dépasse les 100 millions de vues sur YouTube. Elle devient ainsi la première soliste coréenne à avoir un clip ayant atteint ce chiffre.

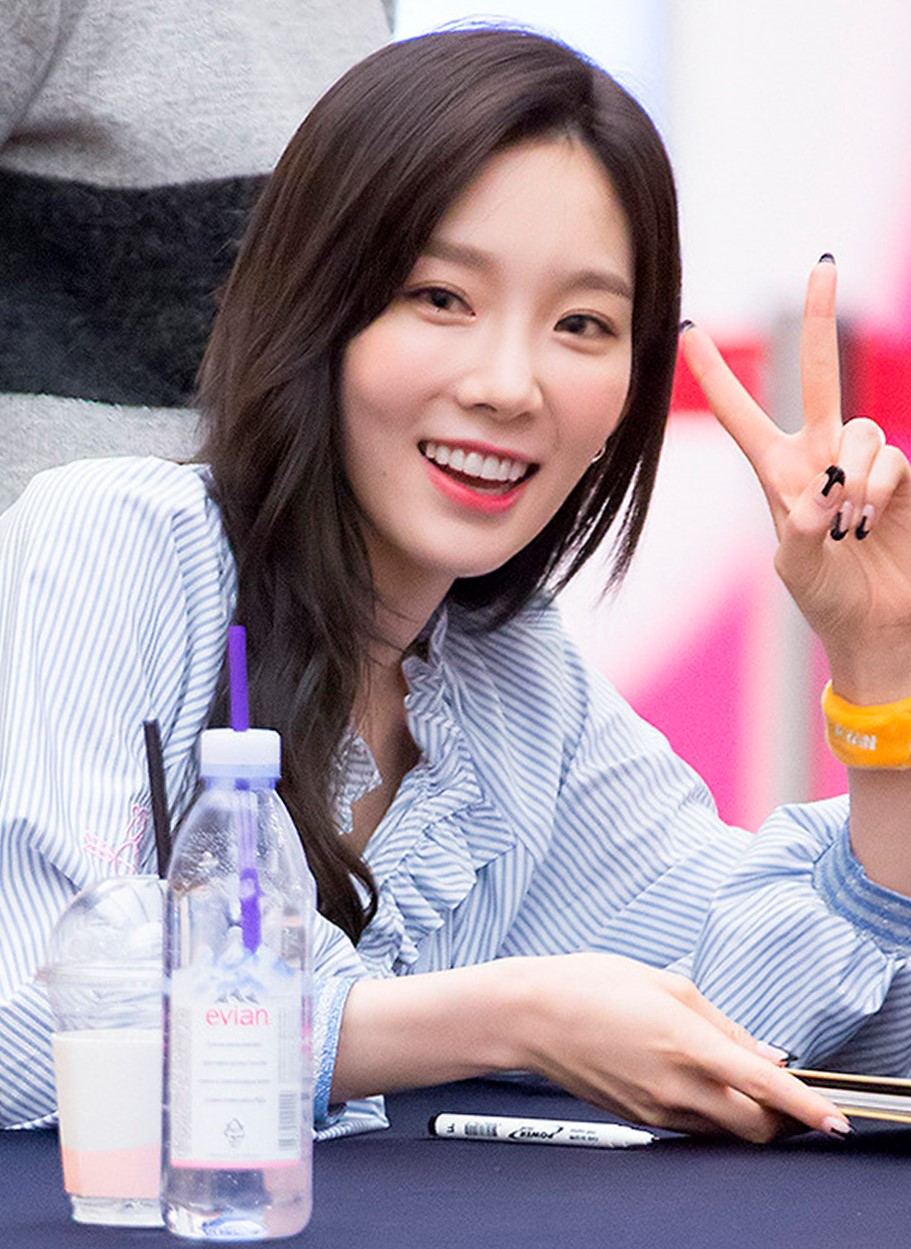
Taeyeon à un fansign en 2017

Après avoir sorti comme pré-single I Got Love le 17 février, Taeyeon sort son premier album complet My Voice le 28 février 2017. Le titre connaît un grand engouement en Corée du Sud en entrant directement à la première place du classement musical national, tout en s'y maintenant la semaine suivante. Au niveau international, le clip est visionné plus de 3 200 000 fois dans ses premières 24 heures, un record pour la chanteuse. Fine se classe n°1 dans 17 pays sur iTunes et une première place du classement chinois Xiami. Une version deluxe de l'album sort le 5 avril 2017 avec 3 nouvelles piste : Make Me Love You (la chanson-titre) et I Blame on You et Curtain Call. Au total, en additionnant la version standard et deluxe, l'album se vend à plus de 220 000 exemplaires. L'album obtient également un Disc Bonsang au Golden Disc Awards 2018.
En mai et juin 2017, elle fait sa première tournée asiatique intitulée "PERSONA". Elle y passe, en plus de Séoul, par Taïwan, Bangkok et Hong Kong pour un total de 9 dates. Elle devient par ailleurs la première chanteuse coréenne à organiser un concert solo en Thaïlande, pays où les 5 000 places pour son concert se sont écoulées en moins de 2 minutes. Elle tient aussi une interview au Daily News, l'un des journaux le plus populaires de la Thaïlande.
Le 12 décembre 2017, Taeyeon sort un mini-album hivernal intitulé This Christmas : Winter Is Coming. L'album et le single principal ("This Christmas") ont tous les deux fait leurs débuts à la deuxième place des classements Gaon (respectivement Gaon Album et Gaon Digital Charts). Le journaliste Hong Dam-young du Korea Herald a souligné les " prouesses vocales calmes" de Taeyeon dans l'album tout en louant les chansons comme " les airs de Noël les plus sophistiqués " de l'année. Pour promouvoir son album, Taeyeon a tenu un concert de Noël de trois jours (du 22 au 24 décembre) intitulé "The Magic of Christmas Time" au Grand Peace Palace de l'université Kyung Hee à Séoul. Elle y a interprété les chansons de son album de noël, des reprises de l'album Dear Santa de Girls' Generation TaeTiSeo ou encore de chansons plus anciennes comme "Gemini" ou "Rain". L'évènement a rassemblé plus de 13 000 personnes. Le 12 janvier, elle sort un vidéo spéciale pour "I'm all ears" sur YouTube, l'un des titres de This Christmas : Winter Is Coming.
Le 18 juin 2018, elle revient avec un mini-album intitulé Something New. Sur les choix de la chanteuse, l'album ne bénéficiera pas de promotion sur les shows musicaux coréens. L'album se classe à la 3e place du classement national Gaon, et malgré un succès relatif en Asie (+2 500 000 vues en 24 heures pour le clip sur YouTube et une première place dans 12 pays dans les classements iTunes), le single éponyme ne se classe que 2 semaines dans le top 100 du Gaon Digital Charts.
Taeyeon fait également sa première tournée solo japonaise ("Japan Show Case Tour 2018") passant par 4 villes (Fukuoka, Nagoya, Tokyo et Osaka) devant plus de 11 000 spectateurs. Elle fait ensuite ses débuts au Japon avec le single digital Stay / I'm The Greatest.
Le 5 septembre 2018, elle débute dans un nouveau sous-groupe de Girls' Generation, nommé Girls' Generation-Oh!GG avec quatre autres membres : Sunny, Hyo-yeon, Yuri et Yoona. Le single de début s'intitule Lil' Touch et le groupe diffuse sa première émission à cinq à partir du 3 septembre 2018 sur VLive, Naver TV et JTBC2.
Taeyeon débute sa deuxième tournée asiatique à Séoul le 20 octobre : "s... Taeyeon Concert". La tournée passe notamment par la Corée, la Thaïlande, les Philippines, Singapour ou encore Hong Kong.

### Consécration avecFour Seasons,Purpose, retour japonais etWhat Do I Call You(2019-2020)
Fin mars 2019, elle sort le single "Four Seasons" accompagné de sa b-side "Blue". La chanson connaît un succès impressionnant en Corée du Sud, restant deux semaines au top du Gaon Weekly Digital Chart. Le single s'écoule à plus de 220 000 exemplaires numériques en Chine et a été téléchargé plus de 2 500 000 fois en Corée,. Malgré l'absence de promotion sur les shows musicaux coréens, Four Seasons remporte 2 récompenses : sur le plateau du Show! Music Core et sur celui de l'Inkigayo. Four Seasons et Blue sont interprétés pour la première fois lors des deux dernières dates de sa tournée "s... Taeyeon Concert" à Séoul.
En juillet, Taeyeon est choisie pour chanter la troisième partie de la bande originale du drama Hotel Del Luna avec la chanson "All About You" (aussi connue sous le titre A Poem Titled You). Le titre entre directement à la première place du classement national et obtient 1 an plus tard la certification platine pour avoir été écouté plus de 100 000 000 de fois en streaming.
En octobre, la SM Entertainment annonce le retour de Taeyeon avec son deuxième album, Purpose. Après une série de photos et de petits teasers vidéos illustrant les différentes pistes de l'album, Purpose sort le 28 octobre 2019 (la sortie ayant été reportée d'1 semaine, due à la disparition de la chanteuse Sulli) avec comme titre-phare Spark. Le lendemain, Disney Korea annonce que ce sera Taeyeon qui a été choisie pour interpréter en coréen la version pop de la chanson Into the Unknown, la chanson principale de La Reine des neiges 2.
Le 1er décembre, elle sort son deuxième single digital japonais, intitulé I Do.
L'année se termine en beauté pour la chanteuse qui reçoit une pluie de récompenses avec "Four Seasons" aux différentes cérémonies musicales de fin d'année : 2 Bonsang (Séoul Music Awards 2019 et Golden Disc Awards 2020), le prix de la meilleure performance vocale (Mnet Asian Music Awards 2019), la meilleure ballade (Melon Music Awards 2019), mais surtout son premier Daesang, le prix le plus prestigieux pour un artiste coréen, à la 29e cérémonie des Séoul Music Awards. Au total, Purpose s'écoulera à plus de 165 000 copies physiques en 2019, dépassant ainsi I, jusqu'alors son album le plus vendu. "Four Seasons" se classera 9e sur le classement annuel Gaon et 31e pour "All About You".
En janvier, la SM Entertainment annonce Une version repackage de Purpose est dévoilée le 15 janvier 2020 avec trois nouvelles pistes : Drawing our Moments, My Tragedy et Dear Me, ce dernier étant le titre-phare de cette version. Taeyeon annonce son retour avec la chanson Happy dont la sortie est prévue le 9 mars 2020, le jour de son anniversaire. Le même jour, SM Entertainment annonce via un communiqué de presse, le décès du père de Taeyeon et le report de la sortie du single Happy. Finalement un nouveau teaser vidéo sort début mai, annonçant la sortie de Happy pour le 4 mai. Le titre entre à la 4e place du Gaon Digital Charts et reste 13 semaines dans le classement. En juin, après plusieurs photos teasers, une version live et estivale de "Happy" est publiée. Il s'agit d'un clip simple où Taeyeon chante devant un aquarium.
Le 30 octobre, son second mini-album japonais #GirlsSpkOut sort en version numérique. La version physique sort qu'en a elle le 10 novembre. La chanson titre éponyme est en collaboration avec la rappeuse japonaise Chanmina. Le 28 novembre, Taeyeon sort une version studio de la chanson "Sorrow". Néanmoins, la situation sanitaire a empêché toute promotion au Japon et Taeyeon a uniquement fait un fansign en ligne le 12 décembre. De fait, avec seulement un peu plus de 5 000 exemplaires vendus, l'album est un échec commercial.
Le 5 novembre, elle est en duo avec le chanteur Lee Seung-Chul sur la chanson "My Love", pour les 35 ans de carrière du chanteur.
Le 21 novembre, elle rejoint l'équipe permanente de l'émission de divertissement "Amazing Saturday" diffusée tous les samedis soir à 19h40 sur la chaîne TvN. Elle est notamment aux côtés de Lee Min-ho, Park Na-rae, Moon Se-yoon ou encore Key du groupe SHINee.
Fin décembre via les différents réseaux sociaux de Taeyeon, on apprend qu'elle fera son retour le 15 décembre avec son 4e mini-album What Do I Call You. Ce dernier, constitué de 5 nouvelles chansons dont le single principal éponyme, s'écoule à plus de 124 000 exemplaires, soit sa meilleure vente pour un mini-album depuis I en 2015. Le M/V est quant à lui inspiré de la comédie romantique hivernale Eternal Sunshine of the Spotless Mind. La chanson décroche une récompense aux Gaon Musical Awards, comme "Chanson de l'année - Décembre"

### Un succès qui se maintient:Weekendet 3e album (2021-2022)
Le 1er janvier, Taeyeon participe au grand concert gratuit en ligne "SMTOWN Live Culture Humanity" réunissant de nombreux artistes de la SM Entertainment, dont notamment Red Velvet, NCT, Baekhyun ou encore Super Junior. Elle y interprète ses chansons Four Seasons, Happy et son dernier titre What Do I Call You. devant plus de 35 millions de téléspectateurs de 186 pays. Elle participe également à la chanson Hope avec les autres artistes de l'agence.
Fin juin, SM Entertainment annonce le retour de Taeyeon pour début juillet avec un nouveau single digital intitulé Weekend. Après plusieurs photos à l’ambiance rétro et pastel et un teaser vidéo, le clip et le single sortent le 6 juillet. Ce comeback estival marque le grand retour de Taeyeon sur les différents shows musicaux coréens, la promotion du titre débutant officiellement sur le plateau du M!Countdown le 8 juillet. Le single est resté 15 semaines dans le top 10 du classement national hebdomadaire national (Gaon), un record pour Taeyeon. En novembre 2022, le single dépasse les 73 semaines de présence dans le top 100..
En août, on apprend que Taeyeon participera à la bande originale du drama Jirisan, qui sort le 28 novembre. Elle a également collaboré avec deux artistes de la SM Entertainment : le 18 mai avec Taemin sur la chanson "If I Could Tell You" et le 30 août avec Key sur le titre "Hate That". En septembre, elle intègre l'équipe du show de variété Petkage avec Kim Hee-chul, Hong Hyun-hee et Kang Ki-young. L'émission fait voyager les différents présentateurs avec leur chien à travers la Corée du Sud.
Après avoir participé en décembre à l'album 2021 Winter SM Town: SMCU Express, en revenant notamment avec Girls' Generation-Oh!GG sur le titre "Melody", il a été annoncé que Taeyeon ferait partie du nouveau super groupe de la SM Entertainement : GOT the Beat, composé de BoA, Hyoyeon, Seulgi et Wendy (Red Velvet) et Karina et Winter (aespa). Le groupe fait ses débuts avec "Step Back" le 1er janvier lors du concert annuel en ligne SMTOWN Concert 2022, où Taeyeon avait par ailleurs aussi interprété "Weekend".
Le 17 janvier 2022, la chanteuse fait son retour avec un premier single, "Can't Control Myself", introduisant ainsi son futur 3e album studio, INVU, dont la sortie est prévue le 14 février 2022. L'album, composé de 13 titres dont le single principal INVU, s'écoule à plus de 135 000 exemplaires lors de sa première semaine. Avec plus de 3,2 millions vues en 24h (égalisant son record de 2017 avec "Fine"), 8 récompenses sur les shows musicaux, un "Perfect All Kill" (#1 simultanément sur tous les classements de streaming du pays) et une première place au classement national hebdomadaire Gaon durant 4 semaines consécutives, "INVU" confirme la popularité de Taeyeon en Corée du Sud, mais aussi en Asie où le titre s'est classé dans des classements vietnamiens, chinois ou encore thaïlandais. Plusieurs remixes de la chanson sortent en avril dans le cadre du projet iScreaM Vol.15.
Le 22 février, un medley de ses titres est dévoilé sur la vidéo YouTube "Killing Voice" de Dingo Music, seconde vidéo la plus visionnée sur YouTube en Corée du Sud en 2022.
À compter du 24 mars, Taeyeon assure également la présentation du survival show Queendom 2, diffusé sur Mnet, tout en continuant d'être membre de l'émission Amazing Saturday sur Tvn.
La seconde partie de l'année est consacrée à divers projets musicaux : le retour de Girls' Generation en août, la sortie de deux OST ("By My Side" et "You and Me") et sa participation en décembre à l'album collectif l'agence SM WINTER ALBUM 2022 : SMCU PALACE’S. Le 1er octobre, elle participe également à un concert à Bangkok.

## Popularité et image publique
Taeyeon reste l'une des personnalités les plus populaires en Corée du Sud, tant pour sa voix que pour sa beauté, en témoignent les nombreuses publicités où la chanteuse apparaît. Lors du rapport Gaon 2021, elle s'est classée comme la soliste féminine ayant vendu le plus d'album entre 2011 et 2021 avec plus de 1 051 567 exemplaires physiques vendus. Taeyeon a également été présente à plusieurs reprises dans le classement Forbes Korea Power Celebrity et Gallup Korea. Avec plus de 18 millions d'abonnés sur son compte Instagram, elle a été l'idole féminine la plus recherchée sur YouTube en Corée en 2022.
Taeyeon est également célèbre pour ses nombreux partenariats publicitaires, le premier en tant qu'artiste soliste remontant à 2008 avec le marque de cosmétique A-Solution. Elle a ensuite été l'ambassadrice de la marque Nature Republic avec le groupe Exo. En août 2013, Taeyeon devient le nouveau visage de la marque de boisson thaïlandaise B-ing, filiale de la marque Singha, et participe à une conférence de presse puis une publicité où elle parle thaï,. Une nouvelle publicité est diffusée durant l'été 2014. Elle y tient une interview à la chaîne Channel 3 et un fan-meeting et un shooting photo début septembre de la même année au Crystal Design Center à Bangkok. Entre 2016 et 2019, elle réalise de nombreuses publicités, notamment pour la marque de bouteille d'eau Jeju Samdasoo, pour le jeu vidéo Sword and Magic (Kakao Games), pour la franchise Paris Baguette en 2017, pour la marque de manucure Gelato Factory, ou encore pour la marque de voiture Hyundai en 2019. En 2020, elle devient la nouvelle muse de la marque de maquillage A'PIEU.
En 2021, elle fait de nouveaux plusieurs partenariats publicitaires en devenant l'égérie de la marque de restauration rapide Youngman Pizza, de cosmétique Sulwhasoo et la marque de vêtement streetwear Nerdy. Elle réalise également une publicité pour la marque LieVe et pour la chaîne de magasins Olive Young avec le chanteur Key. En 2022, elle devient l'ambassadrice de la marque de coloration capillaire eZn et de cosmétique Benefit Cosmetics.

### Classements de réputation de marque
D’après le Korea Corporate Reputation Research Institute , Taeyeon a régulièrement occupé le sommet des classements individuels de réputation : 
-En mars 2024, elle est nommée première idol féminine avec un score de 3 044 758 points, devant Jennie (BLACKPINK) et Kazuha (LE SSERAFIM)
-En juillet 2024, elle se classe deuxième parmi tous les idols (masculins et féminins) avec un score de 3 532 006, soit une progression de 48,72 % par rapport au mois précédent.
-En février 2024, elle se retrouve en tête des membres de groupes féminins, enregistrant un indice de réputation de 2 471 734, avec un taux de réactions positives de 92,49 %.

## Vie Privée
En 2014, sa relation avec le chanteur Baekhyun du groupe EXO est confirmée par SM Entertainment, ce qui a suscité des critiques intenses de la part de certains fans. Taeyeon et Baekhyun ont ainsi été la cible de commentaires malveillants et d'une attention médiatique persistante ce qui a amené Taeyeon à présenter des excuses sur Instagram.
En septembre 2015, soit un peu plus d’un an après l’annonce, plusieurs médias rapportent que le couple s’est séparé, citant des raisons liées à leurs emplois du temps très chargés et à la pression publique. SM Entertainment confirme la séparation peu après.
Le 27 décembre 2020, le média sud-coréen JoyNews24 publie un article affirmant que Taeyeon et Ravi (membre du groupe VIXX) seraient en couple depuis environ un an. Selon leurs sources, les deux artistes se seraient rapprochés grâce à des connaissances communes et auraient été vus passant du temps ensemble, notamment à Noël. Peu après la diffusion de l’article, l'agence de Ravi, GROOVL1N, confirme d’abord qu’ils entretiennent une relation proche, avant de revenir sur sa déclaration et de nier l’existence d’une relation amoureuse, précisant qu’ils ne sont que amis proches. De son côté, SM Entertainment, l’agence de Taeyeon, dément fermement la rumeur. Depuis, aucun des deux artistes n’a publiquement confirmé une relation amoureuse, et aucune preuve concrète n’est venue appuyer les rumeurs.

## Santé
En 2016, Taeyeon a dû annuler certaines prestations à cause d'une fatigue vocale. Son agence a précisé qu'elle suivait un traitement et se reposait pour éviter toute aggravation.
Le 28 novembre 2017, Taeyeon a été impliquée dans un accident de voiture à Séoul. Sa voiture a percuté un taxi, provoquant une collision en chaîne impliquant un troisième véhicule. Après l'accident, Taeyeon a ressenti des douleurs thoraciques et a été transportée à l'hôpital pour des examens médicaux. Aucun blessé grave n’a toutefois été rapporté.
En juin 2019, Taeyeon révèle publiquement, via une story Instagram, qu’elle souffre de dépression et qu’elle suit actuellement un traitement médicamenteux. Cette déclaration fait suite à des interrogations de fans lors d'une session de questions/réponses. Depuis cette annonce, Taeyeon évoque parfois l’importance de prendre soin de sa santé mentale à travers ses interviews et ses interactions avec ses fans, encourageant la compassion et la compréhension.

## Engagements caritatifs
En janvier 2023, Taeyeon a fait un don personnel de 100 millions de wons (environ 75 000 USD) pour aider la jeunesse défavorisée en Corée du Sud. Ce don visait à financer des programmes éducatifs et sociaux pour les jeunes en difficulté, contribuant à leur offrir un meilleur accès à l’éducation et à des ressources vitales. Cette initiative souligne son désir d’améliorer concrètement la vie des populations vulnérables, en particulier des jeunes.
En mars 2025, Taeyeon a de nouveau démontré son engagement social en participant, aux côtés des autres membres de Girls' Generation et de leur agence SM Entertainment, à un don collectif de 400 millions de wons (environ 300 000 USD) pour venir en aide aux victimes des incendies de forêt qui ont sévèrement touché plusieurs régions de Corée du Sud. Ce geste solidaire a permis de financer les efforts de secours et de reconstruction, ainsi que d’apporter un soutien aux communautés affectées par ces catastrophes naturelles.

## Discographie

### Albums
- 2017 : My Voice
- 2019 : Purpose
- 2022 : INVU

### Mini-albums (EP)
- 2015 : I
- 2016 : Why
- 2017 : This Christmas : Winter Is Coming
- 2018 : Something New
- 2019 : VOICE
- 2020 : #GirlsSpkOut
- 2020 : What Do I Call You
- 2023 : To.X
- 2024: Letter to Myself

## Tournées et concerts
- 2015 : The Agit: Taeyeon's 'Very Special Day'
- 2016 : Butterfly Kiss
- 2017 : Persona
- 2017 : The Magic of Christmas Time
- 2018 : Japan Show Case Tour 2018
- 2018 : 's... Taeyeon Concert
- 2019 : ~Signal~
- 2020 : The Unseen
- 2023 : The Odd Of Love
- 2025 : The Tense

## Filmographie

### Cinéma
- 2010 : Moi, moche et méchant : Margo (Version coréenne)
- 2012 : I AM. – SM Town Live World Tour in Madison Square Garden : Elle-même[48]
- 2012 : Moi, moche et méchant 2 : Margo (Version coréenne)
- 2014 : My Brilliant Life : Elle-même[49]
- 2015 : SMTown THE STAGE : Elle-même

### Télévision
- 2008 : Unstoppable Marriage : Bulgwang-dong's Seven Princesses Gang
- 2012 : Salamander Guru and The Shadows : Tae-yeon[50]
- 2015 : The Producers : Elle-même[51]

### Théâtre
- 2010 : Midnight Sun : Kaoru

### Télé réalité
- 2009 : We Got Married
- 2010 : Win Win
- 2012-2013 : Show! Music Core
- 2014 : Hidden Singer
- 2014 : The TaeTiSeo
- 2015 : Channel Soshi
- 2015 : Taeng9 Cam (ou Taengoo Cam)
- 2018 : Girls For Rest
- 2019 : Begin Again Season 3
- 2019 - 2020 : Petionista
- 2021 : Amazing Saturday